# کنجاه
کنجاه (به انگلیسی: Kunjah) یک شهر در پاکستان است که در پنجاب واقع شده‌است. کنجاه ۳۰٬۰۰۰ نفر جمعیت دارد و ۲۱۷ متر بالاتر از سطح دریا واقع شده‌است.